# Alastair Campbell
Alastair John Campbell (25 maggio 1957) è un giornalista, conduttore televisivo e politico britannico, noto soprattutto per essere stato il portavoce e lo spin doctor di Tony Blair dalla campagna elettorale sino a Downing Street (1994-2000) e in seguito direttore delle comunicazioni del Partito laburista (2000-2003).
Editorialista di The New European e della rivista GQ, è stato consulente per Time to Change e altri enti di beneficenza per la salute mentale, consulente della campagna People's Vote durante la Brexit, consulente dopo Blair di governi e partiti politici, tra cui, dal 2013, del primo ministro albanese Edi Rama. Nel maggio 2019 Campbell, nemico giurato della Brexit ma anche critico della strategia di Jeremy Corbyn su questo tema, è stato espulso dal Partito laburista dopo l'annuncio di aver votato per protesta per i liberaldemocratici nelle elezioni parlamentari europee.

## Biografia
Nato a Keighley, West Riding of Yorkshire, figlio di un veterinario scozzese, Donald Campbell, e della moglie Elizabeth. I genitori di Campbell si erano trasferiti a Keighley quando il padre era diventato partner di uno studio veterinario locale. È cresciuto con due fratelli maggiori, Donald e Graeme, e una sorella minore, Elizabeth. Ha frequentato la Bradford Grammar School per un breve periodo, quindi la Grammar School della City of Leicester Boys e il Gonville and Caius College di Cambridge, dove ha studiato lingue moderne, francese e tedesco. Campbell è professore emerito di Media all'Università di Cambridge.
Ha trascorso un anno insegnando in una scuola secondaria nel sud della Francia come periodo del corso di laurea accademica. Mentre era a Nizza, trascorse molto tempo a suonare con la cornamusa e a sviluppare un interesse per il cantante belga Jacques Brel. Seppe della morte del cantante mentre faceva l'autostop per tornare a Nizza da Aix-en-Provence, e condivise ricordi con il camionista belga che lo aveva raccolto, un episodio che sarebbe poi diventato oggetto di un documentario radiofonico della BBC.
Dopo aver lasciato l'università, Campbell ha trascorso alcuni mesi facendo l'operatore di roulette al Golden Nugget Casino su Shaftesbury Avenue prima di essere accettato come giornalista tirocinante nei giornali del gruppo Mirror. Prima in un settimanale sportivo, il Tavistock Times, dove tenne una rubrica intitolata "Campbell's Corner", e dove incontrò la donna che sarebbe diventata sua moglie, Fiona Millar. Quindi al Sunday Independent con sede a Plymouth. Nel 1982 Campbell si trasferì nell'ufficio londinese del Daily Mirror, l'unico giornale a grande diffusione sostenitore del Partito Laburista, quindi nel 1986 lavorò a Today, un giornale tabloid a colori, avvicinandosi all'alcol ed entrando in depressione. Uscendone qualche mese più tardi dopo un periodo trascorso a Cheltenham..
Caposervizio della redazione politica del quotidiano The Daily Mirror dal 1989 al 1993, è stato consigliere del leader del Labour Party, Neil Kinnock., e ha lavorato strettamente con Robert Maxwell. Dal 1994 al 1997 è stato portavoce e spin doctor di Tony Blair, all'epoca capo dell'opposizione. Quando poi Blair è diventato Primo Ministro britannico, ne è stato capo ufficio stampa dal 1997 al 2001 e direttore delle comunicazioni e della strategia dal 2001 al 2003. Rassegnò le dimissioni dall'incarico nell'agosto 2003, in seguito alle polemiche che circondarono la morte per suicidio dell'esperto nucleare David Kelly e la conseguente commissione d'inchiesta guidata da Lord Hutton.
Nella sua deposizione alla nuova commissione sull'intervento in Iraq, presieduta da Lord Chilcot, il 13 gennaio 2010 ha negato qualsiasi suo ruolo nel comunicato dato dalla stampa in merito alla premessa sul dossier del governo britannico sul pericolo rappresentato dalle armi di distruzione di massa di Saddam Hussein, edito nel settembre 2002. La premessa - a firma del premier Tony Blair e dalla quale nel corso dell'inchiesta si sono dissociati i principali responsabili dei servizi segreti - sosteneva che il dossier provava la possibilità che alcune delle armi di distruzione di massa irakene sarebbero state pronte per l'impiego in 45 minuti. La presentazione del report da parte della stampa fu fuorviante, con il Sun e lo Star che titolarono gli articoli dicendo che in 45 minuti i missili con testata chimica di Saddam avrebbero potuto colpire la base inglese di Akrotiri a Cipro. Non ci fu nessuna smentita da Downing Street.

## Nella cultura di massa
La sua spesso denigrata fama di spin doctor del blairismo ha ispirato il personaggio di Malcolm Tucker, interpretato dall'attore britannico Peter Capaldi nella commedia televisiva The Thick of It rappresentata sui canali della BBC su sceneggiatura di Armando Iannucci.

## Vita privata
Sposato con Fiona Millar, una giornalista. Tre i figli: due maschi (nati nel novembre 1987 e nel luglio 1989) e una ragazza (maggio 1994).

## Opere
Campbell ha pubblicato numerosi libri tra cui sette di memorie.
- The Blair Years, Freccia, 2007 ISBN 0-09-951475-3
- All in the Mind, Hutchinson, 2008 ISBN 0-09-192578-9
- Maya, Hutchinson, 2010 ISBN 0-09-193087-1 [77]
- Diaries Volume One: Prelude to Power 1994-1997, Hutchinson, 2010 ISBN 0-09-179726-8
- Diaries Volume Two: Power and the People 1997-1999, Hutchinson, 2011 ISBN 0-09-949346-2
- Diaries Volume Three: Power and Responsibility 1999-2001, Hutchinson, 2012 ISBN 0-09-949347-0
- The Burden of Power: Countdown to Iraq, Freccia, 2013 ISBN 978-0-09-951473-2
- The Happy Depressive: In Pursuit of Personale and Political Happiness, Freccia, 2012 ISBN 0-09-957982-0
- My name is..., Freccia, 2013 ISBN 0-09-9588196 [78]
- The Irish Diaries 1994-2003, The Lilliput Press, 2013 ISBN 9781843514008 [79]
- Vincitori: E come hanno successo, Pegaso, 2015 ISBN 1605988804
- Diaries Volume Five: Outside, Inside 2003-2005, Biteback, 2016 ISBN 978-1-78590-061-7
- Diaries Volume Six: From Blair to Brown 2005-2007, Biteback, 2017 ISBN 9781785900846
- Saturday Bloody Saturday (insieme a Paul Fletcher), Orion, 2018 ISBN 9781409174561
- Diaries Volume Seven: From Crash to Defeat. Biteback, 2018 ISBN 9781785900853